# Josep Granyer
Josep Granyer i Giralt, né à Barcelone en 1899 et mort dans cette même ville en 1983, est un sculpteur, dessinateur et graveur espagnol.

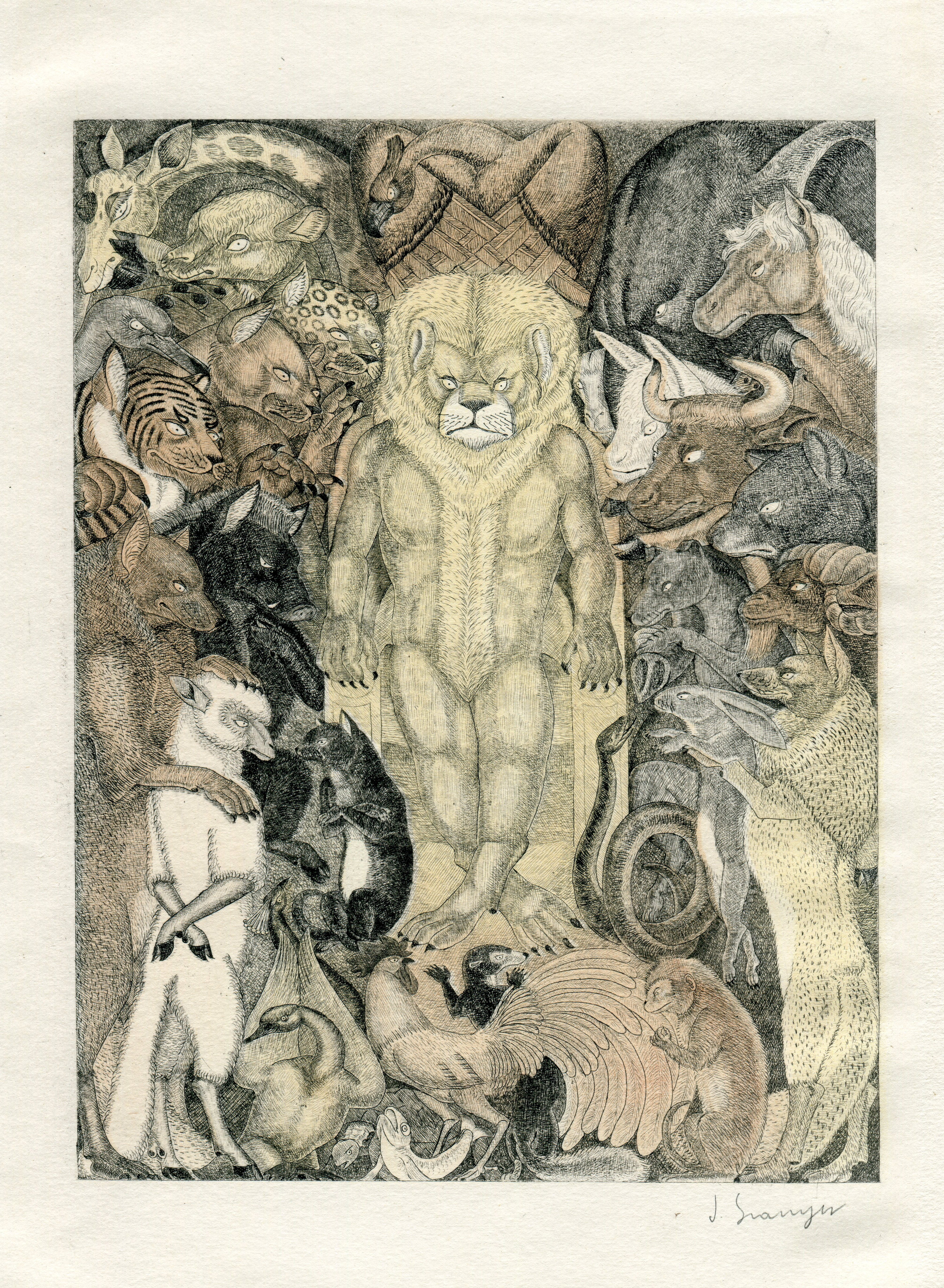
Illustration de la version catalane de Joan Oliver, Dialogues de bêtes, de Colette.

## Biographie
Avec d'autres artistes, comme Josep Viladomat et Apel·les Fenosa, il fonde, en 1917, le groupe des Els Evolucionistes, qui prétend donner une réplique au noucentisme.
Il est l'auteur d'œuvres célèbres de la Rambla de Catalogne, à Barcelone.

## Œuvre
Josep Granyer a participé en tant que sculpteur, graveur et dessinateur à certaines des expositions les plus importantes de l'époque à Barcelone, telles que le Saló Municipal de Belles Arts, les différentes éditions du Saló de Els Evolucionistes, les expositions municipales de printemps, les expositions d'automne, ainsi qu'à certaines des principales galeries de la ville telles que la Sala Parés (es) ou les Galeries Dalmau, et à des expositions à Amsterdam, à Madrid ou à Bordeaux.
Œuvres notables :
- La lectura, Barcelone, 1928
- Torero, Museo de arte Moderno de Barcelona, 1932
- Autorretrato cubista, bas relief
- Autorretrato con gato, bas relief
- Tertulia del Lyon d'Or.